# Hermann Bonnín
Hermann Bonnín i Llinàs (Barcelona, 13 de noviembre de 1935-Ibidem., 25 de septiembre de 2020) fue un director teatral, actor y profesor de arte dramático español.

## Biografía
De 1967 a 1977 fue director de la Real Escuela Superior de Arte Dramático del Teatro Real de Madrid. Antiguo alumno del Instituto de Teatro de Barcelona, de 1971 a 1981 lo dirigió también y contribuyó a su refundación y actual configuración. También fue director del Centro Dramático de la Generalidad de Cataluña de 1982 a 1988. De 1985 a 1997 fue miembro del Consejo Nacional de Teatro del Ministerio de Cultura. En 1997 fundó, junto al ilusionista y mago Hausson, el Brossa Espai Escènic, un pequeño teatro de Barcelona, que ambos dirigieron y mantiene el nombre de La Seca Espai Brossa. Ha sido actor de cine y de teatro, y también ha participado en la serie de la televisión catalana, Laberint d'ombres (1998) de TV3. En 2003 fue galardonado con el Premio Ciudad de Barcelona en la categoría de artes escénicas. Fue académico numerario de la Real Academia Catalana de Bellas Artes de San Jorge y patrón de la Fundació Joan Brossa.[cita requerida]
Casado con la traductora y especialista teatral, Sabine Dufrenoy —previamente lo estuvo con la actriz Silvia Tortosa—, era padre de la actriz Nausicaa Bonnín.
El director teatral, actor y profesor de arte dramático falleció el viernes 25 de septiembre de 2020, a los ochenta y cuatro años, según dio a conocer su hija Nausicaa a través de las redes sociales.

## Trayectoria profesional

### Filmografía
Como actor
- La senyora (1987) de Jordi Cadena
- Els papers d'Aspern (1991), de Jordi Cadena[3]
- El largo invierno (1992) de Jaime Camino
- Monturiol, el senyor del mar (1993) de Francesc Bellmunt
- La febre d'or (1993) de Gonzalo Herralde (basada en la novela de Narcís Oller)
- La ciudad de los prodigios (1999) de Mario Camus

Como director
- Andrea (1995), con Sergi Casamitjana
- El parc (1992), con Carlos Atanes
- Els peixos argentats a la peixera (1991), con Carlos Atanes

### Teatro
Como actor
- La tempestad (1997), de William Shakespeare

Como director
| - La gaviota (1979), de Antón Chejov - L'ombra d'un copalta damunt l'asfalt (1980) - El guante negro (1982), de August Strindberg - La pregunta perduda o el corral del lleó (1985), de Joan Brossa - Savannah Bay (1986), de Marguerite Duras - Así es, si así lo parece (1988), de Luigi Pirandello - La gran ilusión (1988), de Eduardo De Filippo - ¿Quién teme a Virginia Woolf? (1990), de Edward Albee - El sarau (1992), de Joan Brossa - Joan Miró, amic de les arts (1993) - Cartas a las niñas (1993), de Lewis Carroll - La Celestina (1995), de Fernando de Rojas - La metamorfosis (1994), de Franz Kafka, en versión de Toni Cabré - Carrer Sebastià Gasch (1997), de Sebastià Gasch y Joan Brossa - La mà del mico (1999), d de Salvador Vilaregut | - El combat de les sorpreses o el misteri de l'estoig xinès (2000) - La confessió (2000), de Josep Palau i Fabre - El far del maleït (2001) - Mort de ritual per a Electra (2003) de Josep Palau i Fabre - El fabricant de monstres (2003) - La intrusa (2005) de Maurice Maeterlinck - Praeludium de màgia (2005) de Hausson - Nausica (2006) de Joan Maragall - Style Galant (2006) de Hausson - Don Joan (2008) de Josep Palau i Fabre - Piso de charol (2009) de Hausson - Retorn a Andratx (2010) de Baltasar Porcel - El comte Arnau (2011) de Joan Maragall i Gorina - La meva Ismènia (2013) de Eugène Labiche |

## Libros
- Adrià Gual i l'Escola Catalana d'Art Dramàtic (1913-1923) (1974)